# Oxyepoecus
Oxyepoecus (лат.) — род мелких муравьёв из подсемейства Myrmicinae (Solenopsidini, Formicidae). Около 20 видов. Южная Америка: Аргентина, Боливия, Бразилия.

## Описание
Мелкие муравьи. Длина рабочих особей 1,9—3,4 мм, самок 2,4—3,8 мм, самцов — около 3 мм. Усики 11-члениковые с 3-члениковой апикальной булавой. Нижнечелюстные щупики состоят из 2 сегментов (формула щупиков: 2,2). Стебелёк между грудкой и брюшком двучлениковые (петиоль + постпетиоль). Некоторые виды ведут социальнопаразитический образ жизни. Например, вид Oxyepoecus inquilinus обнаружен в муравейниках вида Pheidole radoszkowskii, а Oxyepoecus bruchi — у муравьёв Pheidole obtusopilosa.

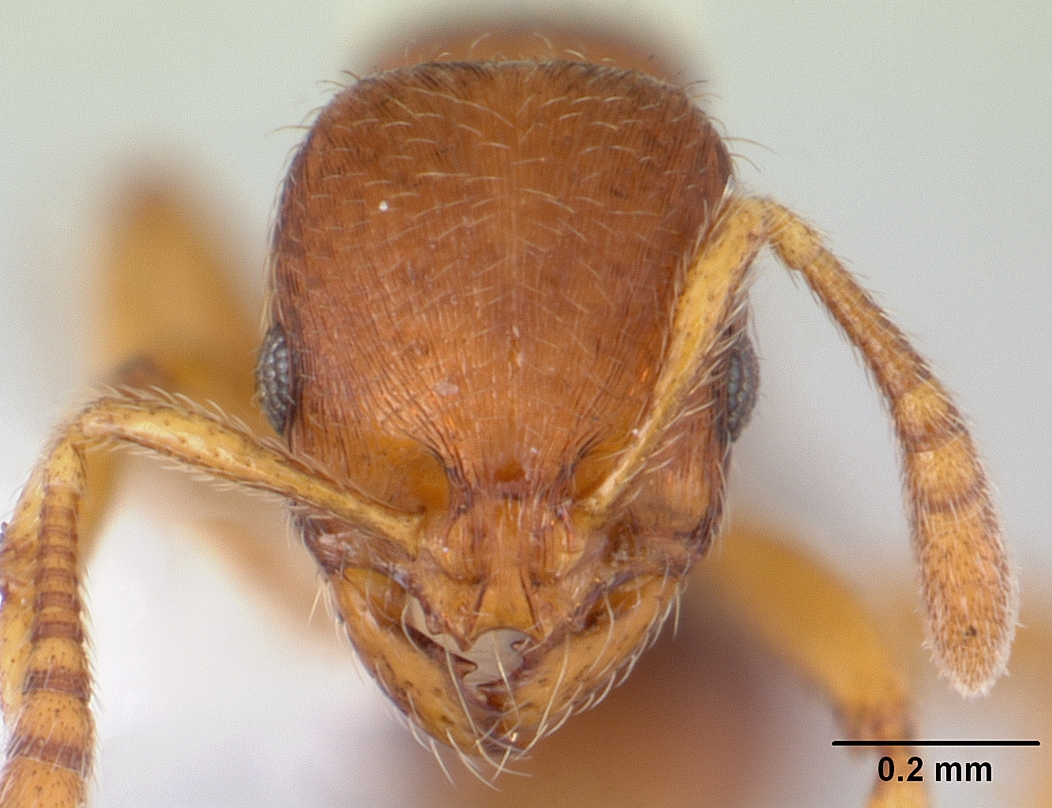
Oxyepoecus rastratus

## Охранный статус
Несколько видов рода включены в Международный список редких и исчезающих видов МСОП, например, Oxyepoecus bruchi, Oxyepoecus inquilina и Oxyepoecus daguerrei.

## Систематика
Около 20 видов. Таксон Forelifidis Smith M.R. 1954 был предложен для замены преоккупированного имени Martia Forel, 1907, которое оказалось младшим омонимом таксона бабочек Martia Ragonot, 1887 (Lepidoptera). В 1955 году Forelifidis был сведён в синонимы к роду Oxyepoecus.
- Oxyepoecus bidentatus Delsinne & Mackay, 2011 — Парагвай[9]
- Oxyepoecus browni Albuquerque & Brandão, 2004 — Бразилия[2]
- Oxyepoecus bruchi Santschi, 1926 — Аргентина[1]
- Oxyepoecus crassinodus Kempf, 1974 — Бразилия[3]
- Oxyepoecus daguerrei (Santschi, 1933)
- Oxyepoecus ephippiatus Albuquerque & Brandão, 2004 — Бразилия[2]
- Oxyepoecus inquilinus Kusnezov, 1952 — Аргентина, Бразилия
- Oxyepoecus kempfi Albuquerque & Brandão, 2004[2]
- Oxyepoecus longicephalus Albuquerque & Brandão, 2004[2]
- Oxyepoecus mandibularis (Emery, 1913)
- Oxyepoecus plaumanni Kempf, 1974[3]
- Oxyepoecus punctifrons (Borgmeier, 1927)
- Oxyepoecus quadratus Albuquerque & Brandão, 2004[2]
- Oxyepoecus rastratus (Mayr, 1887)
- Oxyepoecus reticulatus Kempf, 1974[3]
- Oxyepoecus rosai Albuquerque & Brandão, 2009 — Бразилия
- Oxyepoecus striatus Mackay & Delsinne, 2011 — Парагвай[9]
- Oxyepoecus vezenyii (Forel, 1907)
- Oxyepoecus vivax Kempf, 1974[3]